# 337 (tal)
337 är det naturliga talet som följer 336 och som följs av 338.

## Inom vetenskapen
- 337 Devosa, en asteroid.

## Inom matematiken
- 337 är ett udda tal
- 337 är ett primtal
- 337 är ett defekt tal
- 337 är ett stjärntal
- 337 är ett latmirp
- 337 är ett centrerat dodekagontal
- 337 är ett centrerat hexadekagontal